# Comisión de la verdad

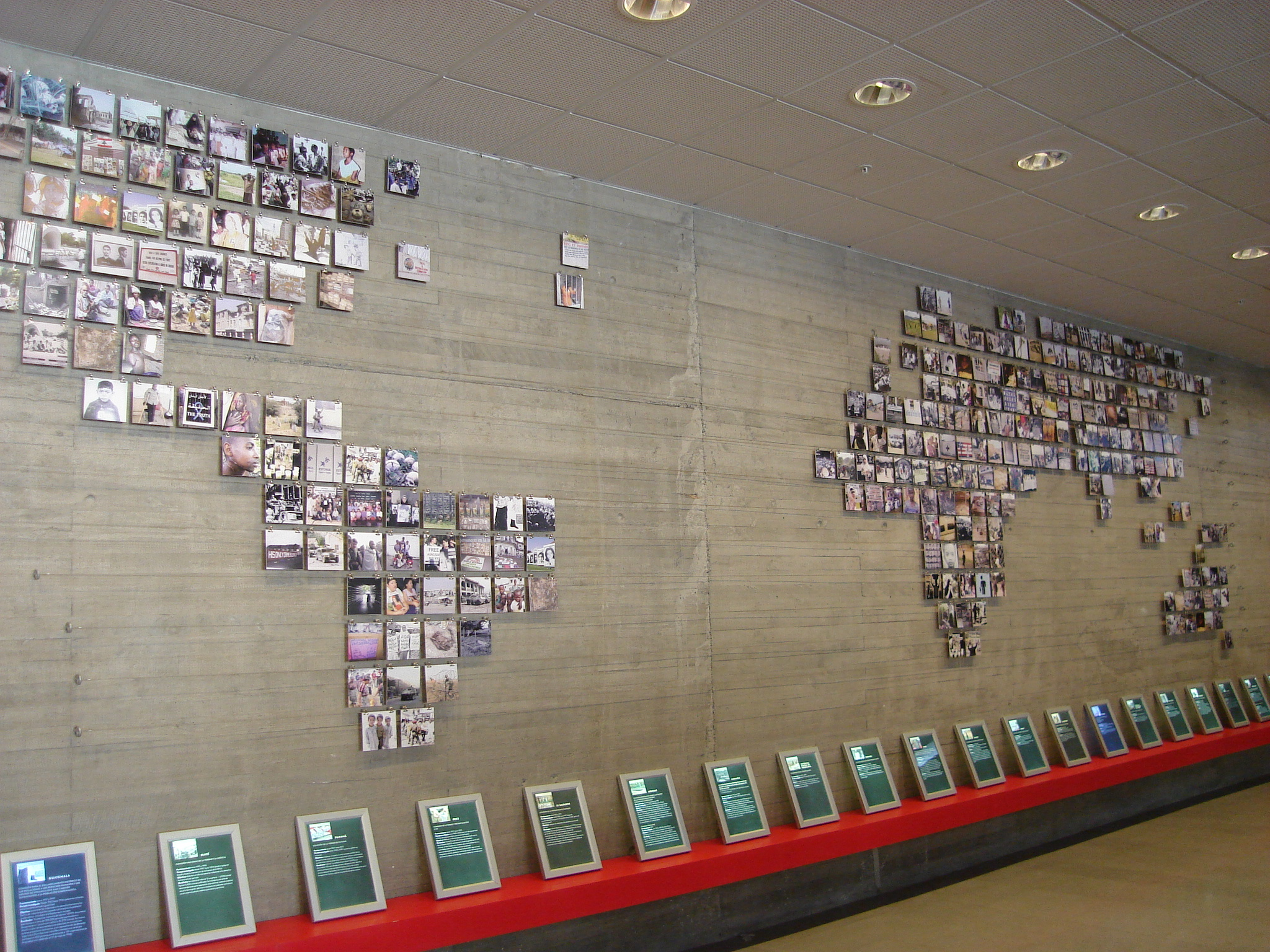
Un mapamundi que muestra todas las comisiones de la verdad en el Museo de la Memoria y los Derechos Humanos (Santiago, Chile).

Una comisión de la verdad o comisión de la verdad y la reconciliación es una comisión encargada de descubrir y revelar las malas acciones del pasado por parte de un gobierno (o, dependiendo de las circunstancias, también de actores no estatales), con la esperanza de resolver los conflictos que quedaron en el pasado. Las comisiones de la verdad, bajo varios nombres, son establecidas ocasionalmente por estados que emergen de períodos de conflictos internos, guerra civil o dictadura. Tanto en sus funciones de búsqueda de la verdad como de reconciliación, las comisiones de la verdad tienen implicaciones políticas. Constantemente toman decisiones cuando definen objetivos básicos como la verdad, la reconciliación, la justicia, la memoria histórica, la reparación y el reconocimiento, y deciden cómo deben cumplirse estos objetivos y cuáles necesidades deben ser atendidas.
Según una definición ampliamente citada: "Una comisión de la verdad (1) se centra en los eventos pasados, en lugar de eventos en curso; (2) investiga un patrón de eventos que tuvieron lugar durante un período de tiempo; (3) se involucra directa y ampliamente con la población afectada, recolectando información sobre sus experiencias; (4) es un organismo temporal, con el objetivo de concluir con un informe final; y (5) está oficialmente autorizado o autorizado por el estado bajo revisión".

## Funciones

### Búsqueda de la verdad
Como órganos ordenados por los gobiernos, las comisiones de la verdad constituyen una forma de "búsqueda oficial de la verdad". Por lo tanto, pueden proporcionar pruebas contra el revisionismo histórico del terrorismo de Estado y otros delitos y abusos contra los derechos humanos. Cada vez más, los partidarios afirman un "derecho a la verdad" que las comisiones están bien posicionadas para llevar adelante. Las comisiones de la verdad a veces son criticadas por permitir que los crímenes queden impunes y por crear impunidad para los que violan los derechos humanos. Sus roles y habilidades a este respecto dependen de sus mandatos, que varían ampliamente.
Una de las cuestiones difíciles que ha surgido sobre el papel de las comisiones de la verdad en las sociedades en transición, se ha centrado en lo que debería ser la relación entre las comisiones de la verdad y los procesos penales.
En general, las comisiones de la verdad emiten informes finales que buscan proporcionar una narrativa autorizada de eventos pasados, que a veces desafía las versiones previamente dominantes del pasado. Las comisiones de la verdad que enfatizan la "aclaración histórica" incluyen la Comisión para el Esclarecimiento Histórico en Guatemala con su enfoque en aclarar la versión del pasado del gobierno militar anterior, y la Comisión de la Verdad y la Justicia en Mauricio, que se centró en el legado de la esclavitud y la servidumbre por contrato durante el período colonial. La Comisión de Recepción, Verdad y Reconciliación en Timor Oriental también tuvo como objetivo contar una nueva "narrativa nacional" para reemplazar la versión de la historia que había prevalecido bajo el dominio extranjero.

### Reconciliación
Dentro del alcance de la justicia transicional, las comisiones de la verdad tienden a inclinarse hacia modelos de justicia restaurativos más que retributivos. Esto significa que a menudo favorecen los esfuerzos para conciliar sociedades divididas a raíz del conflicto, o para conciliar sociedades con sus propios pasados problemáticos, en lugar de intentar responsabilizar a los acusados de violaciones de derechos humanos. Con menos frecuencia, las comisiones de la verdad abogan por formas de justicia reparativa, esfuerzos para reparar daños pasados y ayudar a las víctimas de conflictos o violaciones de derechos humanos a sanar. Esto puede tomar la forma de reparaciones a las víctimas, ya sean financieras o de otro tipo, disculpas oficiales, conmemoraciones o monumentos a violaciones pasadas de derechos humanos u otras formas.
La reconciliación forma un aspecto crucial de la mayoría de las comisiones. En algunos casos, los acuerdos de paz o los términos de las transferencias de poder impiden los procesamientos judiciales y permiten la impunidad de los ex gobernantes acusados de violaciones de los derechos humanos o incluso crímenes de lesa humanidad, y las comisiones de la verdad aparecen como la principal alternativa. En otros casos, los gobiernos ven la oportunidad de unir sociedades divididas y ofrecer comisiones de verdad y reconciliación como la forma de alcanzar ese objetivo. Las comisiones de la verdad formaron parte de los acuerdos de paz en El Salvador, Congo, Kenia y otras naciones.
Las comisiones suelen celebrar audiencias públicas en las que las víctimas / sobrevivientes pueden compartir sus historias y, a veces, confrontar a sus antiguos abusadores. Estos procesos a veces incluyen la esperanza de perdón por crímenes pasados y la esperanza de que la sociedad pueda ser sanada y recuperada nuevamente. El proceso de reconciliación pública a veces es alabado por ofrecer un camino hacia la reconciliación, y a veces criticado por promover la impunidad y traumatizar aún más a las víctimas.
En algunas ocasiones, las comisiones de la verdad han sido criticadas por mandatos limitados o falta de implementación después de sus informes. Los ejemplos incluyen la Comisión de Investigación sobre Delitos y Malversaciones de Chad y la Comisión de la Verdad de Filipinas, que han sido criticadas como justicia selectiva. Una Comisión de Verdad y Reconciliación de corta duración en Yugoslavia nunca informó que el país que la creó dejó de existir. En otros países, como Ruanda, ha sido imposible llevar a cabo las recomendaciones de la comisión debido a un retorno al conflicto.

## Historia
Las primeras comisiones de la verdad no usaron ese nombre, sino que buscaban descubrir la verdad sobre las violaciones de los derechos humanos bajo los regímenes militares, predominantemente en América Latina. Bolivia estableció una Comisión Nacional de Investigación sobre Desapariciones en 1982 basada en reunir a sectores dispares de la sociedad después del fin del gobierno militar, pero la comisión nunca informó. Una comisión anterior y tal vez la primera tuvo lugar en Uganda en 1974, y se conocía como la Comisión de Investigación sobre las Desapariciones de Personas en Uganda desde el 25 de enero de 1971.
La primera comisión de ese tipo que entró en vigencia fue la Comisión Nacional sobre la Desaparición de Personas de Argentina, creada por el presidente de Raúl Alfonsín el 15 de diciembre de 1983. Emitió el informe Nunca Más, que documentaba las violaciones de los derechos humanos bajo la dictadura militar conocida como el Proceso de Reorganización Nacional. El informe fue entregado a Alfonsín el 20 de septiembre de 1984 y abrió la puerta al Juicio a las Juntas, el primer juicio importante celebrado por crímenes de guerra desde los Juicios de Núremberg en Alemania después de la Segunda Guerra Mundial y el primero en ser llevado a cabo por un tribunal civil.
En Chile, poco después del regreso del país a la democracia, se estableció una Comisión de la Verdad y la Reconciliación en abril de 1990. Fue el primero en usar el nombre y la mayoría de las comisiones de la verdad desde entonces han utilizado una variación en el título. Otras comisiones iniciales se establecieron en diversos lugares, como Uganda (1986), Nepal (1990), El Salvador (1992) y Guatemala (1994). 

## Ejemplos de comisiones de la verdad
- Comisión de la Verdad para El Salvador
- Comisión Nacional de Verdad y Reconciliación en Chile
- Comisión Nacional sobre la Desaparición de Personas en Argentina
- Comisión de Verdad y Justicia en Paraguay
- Comisión Nacional de la Verdad en Brasil
- Comisión para el Esclarecimiento Histórico en Guatemala
- Comisión para la Paz en Uruguay
- Comisión para la verdad y la reconciliación (Sudáfrica)
- Comisión Valech o Comisión Nacional sobre Prisión Política y Tortura en Chile
- Comisión de la Verdad y Reconciliación (Perú)
- Comisión de la Verdad (Bolivia)
- Comisión de la Verdad (Ecuador)
- Comisión para el Esclarecimiento de la Verdad, la Convivencia y la No Repetición (Colombia)

- Comisión para el Acceso a la Verdad de la Guerra Sucia